# Dundur, Navalgund
Dundur là một làng thuộc tehsil Navalgund, huyện Dharwad, bang Karnataka, Ấn Độ.